# Vicq (Yvelines)
Vicq és un municipi francès, situat al departament d'Yvelines i a la regió de Illa de França. L'any 2007 tenia 299 habitants.
Forma part del cantó d'Aubergenville, del districte de Rambouillet i de la Comunitat de comunes Cœur d'Yvelines.

## Demografia

### Població
El 2007 la població de fet de Vicq era de 299 persones. Hi havia 108 famílies, de les quals 29 eren unipersonals (17 homes vivint sols i 12 dones vivint soles), 33 parelles sense fills i 46 parelles amb fills.
La població ha evolucionat segons el següent gràfic:
Habitants censats

### Habitatges
El 2007 hi havia 119 habitatges, 108 eren l'habitatge principal de la família, 6 eren segones residències i 5 estaven desocupats. 113 eren cases i 5 eren apartaments. Dels 108 habitatges principals, 79 estaven ocupats pels seus propietaris, 23 estaven llogats i ocupats pels llogaters i 6 estaven cedits a títol gratuït; 3 tenien una cambra, 8 en tenien dues, 12 en tenien tres, 14 en tenien quatre i 69 en tenien cinc o més. 103 habitatges disposaven pel capbaix d'una plaça de pàrquing. A 37 habitatges hi havia un automòbil i a 63 n'hi havia dos o més.

### Piràmide de població
La piràmide de població per edats i sexe el 2009 era:
| Homes | Edats   | Dones |
| ----- | ------- | ----- |
| 0     | 95 o +  | 0     |
| 0     | 90 a 94 | 4     |
| 0     | 85 a 89 | 0     |
| 0     | 80 a 84 | 8     |
| 0     | 75 a 79 | 0     |
| 4     | 70 a 74 | 4     |
| 0     | 65 a 69 | 0     |
| 0     | 60 a 64 | 4     |
| 20    | 55 a 59 | 8     |
| 20    | 50 a 54 | 24    |
| 16    | 45 a 49 | 16    |
| 12    | 40 a 44 | 12    |
| 4     | 35 a 39 | 0     |
| 4     | 30 a 34 | 8     |
| 4     | 25 a 29 | 4     |
| 0     | 20 a 24 | 4     |
| 20    | 15 a 19 | 4     |
| 8     | 10 a 14 | 4     |
| 4     | 5 a 9   | 16    |
| 0     | 0 a 4   | 8     |

## Economia
El 2007 la població en edat de treballar era de 214 persones, 145 eren actives i 69 eren inactives. De les 145 persones actives 140 estaven ocupades (81 homes i 59 dones) i 5 estaven aturades (4 homes i 1 dona). De les 69 persones inactives 20 estaven jubilades, 15 estaven estudiant i 34 estaven classificades com a «altres inactius».

### Ingressos
El 2009 a Vicq hi havia 106 unitats fiscals que integraven 294,5 persones, la mediana anual d'ingressos fiscals per persona era de 28.974 €.

### Activitats econòmiques
Dels 19 establiments que hi havia el 2007, 2 eren d'empreses de fabricació d'altres productes industrials, 1 d'una empresa de construcció, 3 d'empreses de comerç i reparació d'automòbils, 1 d'una empresa d'informació i comunicació, 3 d'empreses financeres, 1 d'una empresa immobiliària, 6 d'empreses de serveis, 1 d'una entitat de l'administració pública i 1 d'una empresa classificada com a «altres activitats de serveis».
L'únic servei als particulars que hi havia el 2009 era una lampisteria.
L'any 2000 a Vicq hi havia 3 explotacions agrícoles que ocupaven un total de 396 hectàrees.

## Poblacions més properes
El següent diagrama mostra les poblacions més properes.